# Döblinger Gymnasium
Das Döblinger Gymnasium (manchmal auch kurz G19 oder früher BG XIX genannt) ist eine öffentliche Allgemeinbildende Höhere Schule in der Gymnasiumstraße 83 im 19. Wiener Gemeindebezirk Döbling. Die Schule wurde am 16. September 1885 gegründet und hat die Tradition der humanistischen Bildung mit Latein- und Altgriechischunterricht bis heute bewahrt. Unter den Absolventen des Gymnasiums befinden sich zwei Nobelpreisträger.

## Geschichte
Im Jahr 1880 konstituierte sich der Verein zur Errichtung eines Gymnasiums Ober-Döbling. Ab Herbst 1885 wurde der Betrieb eines Kommunal-Untergymnasiums aufgenommen, dessen erste Klassen zuerst in der Volksschule Pantzergasse untergebracht waren. 1887 ließ die Gemeinde Ober-Döbling an der damaligen Feldgasse nach den Plänen des Architekten Karl Hinträger ein Schulgebäude mit zehn Klassen errichten. 1889 erfolgte die Erweiterung zum Obergymnasium. 1895 kam die Schule als k.k. Staatsgymnasium unter staatliche Verwaltung. Nach Ausbruch des Ersten Weltkriegs wurde das Schulgebäude am 20. September 1914 in ein Kriegsspital umgewandelt. Ab 28. Februar 1916 konnte es wieder als Schule genutzt werden. Nach dem Untergang der Habsburgermonarchie wurde aus dem k.k. Staatsgymnasium das Staatsgymnasium und 1920 das Bundesgymnasium. Nach dem Zweiten Weltkrieg wurde die Schule ein rein humanistisches Gymnasium mit der Bezeichnung 1. Bundesgymnasium Wien XIX. Ab dem Schuljahr 1966/67 wurde die Schule um einen neusprachlichen Zweig erweitert. Nachdem es zuvor schon Umgestaltungen gegeben hatte, erfolgte in den Jahren 1994 bis 1996 nach den Plänen des Architekten Gerhard Molzbichler die Errichtung des dreigeschoßigen Zubaus an der Lannerstraße. Während der Bauarbeiten war die Schule im Wiener Schulschiff untergebracht.
Die heutige Bezeichnung der Schule lautet Bundesgymnasium Wien 19 bzw. Döblinger Gymnasium.

## Das Gymnasium in der Gegenwart

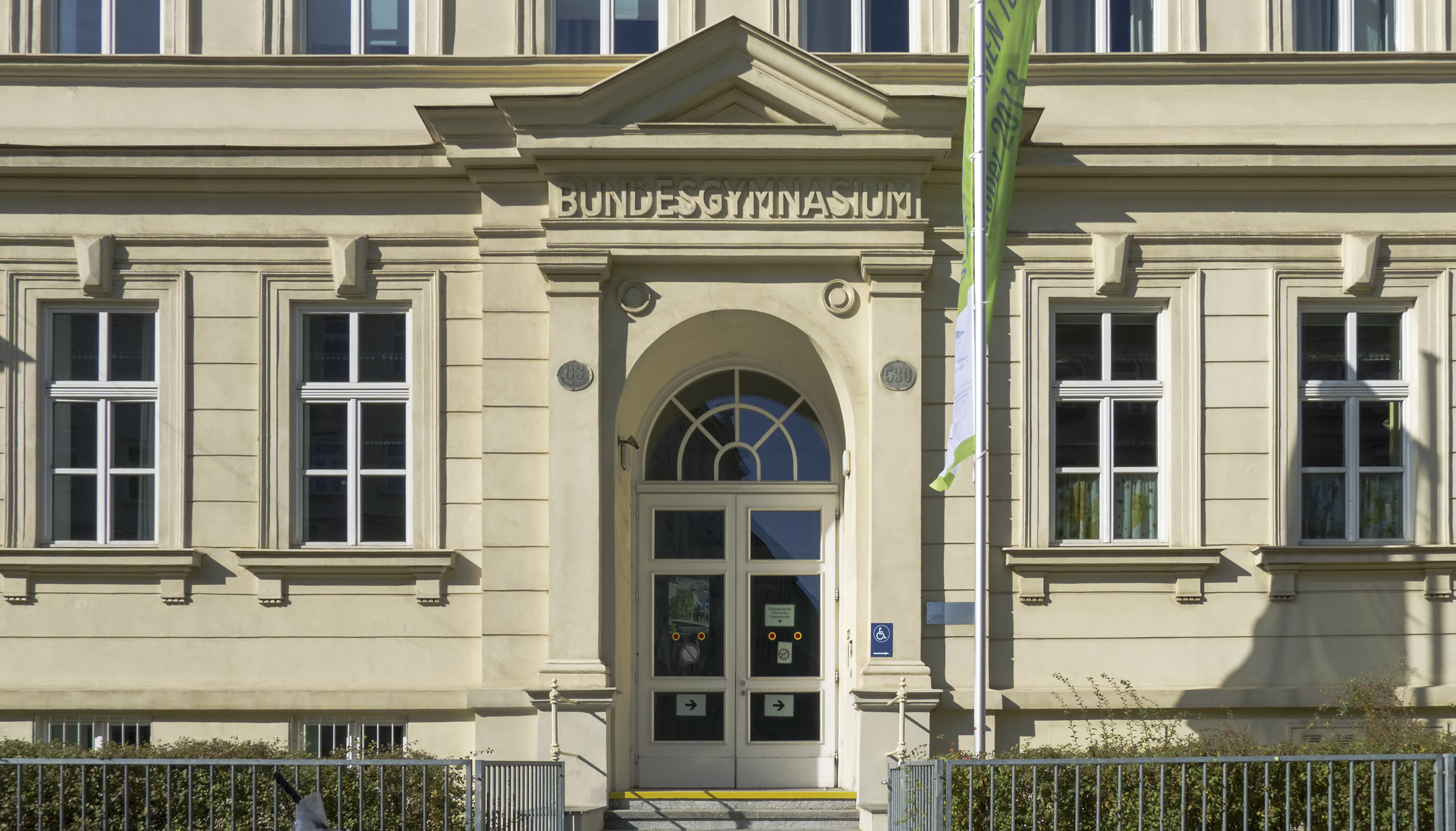
Ausgang Gymnasiumstraße

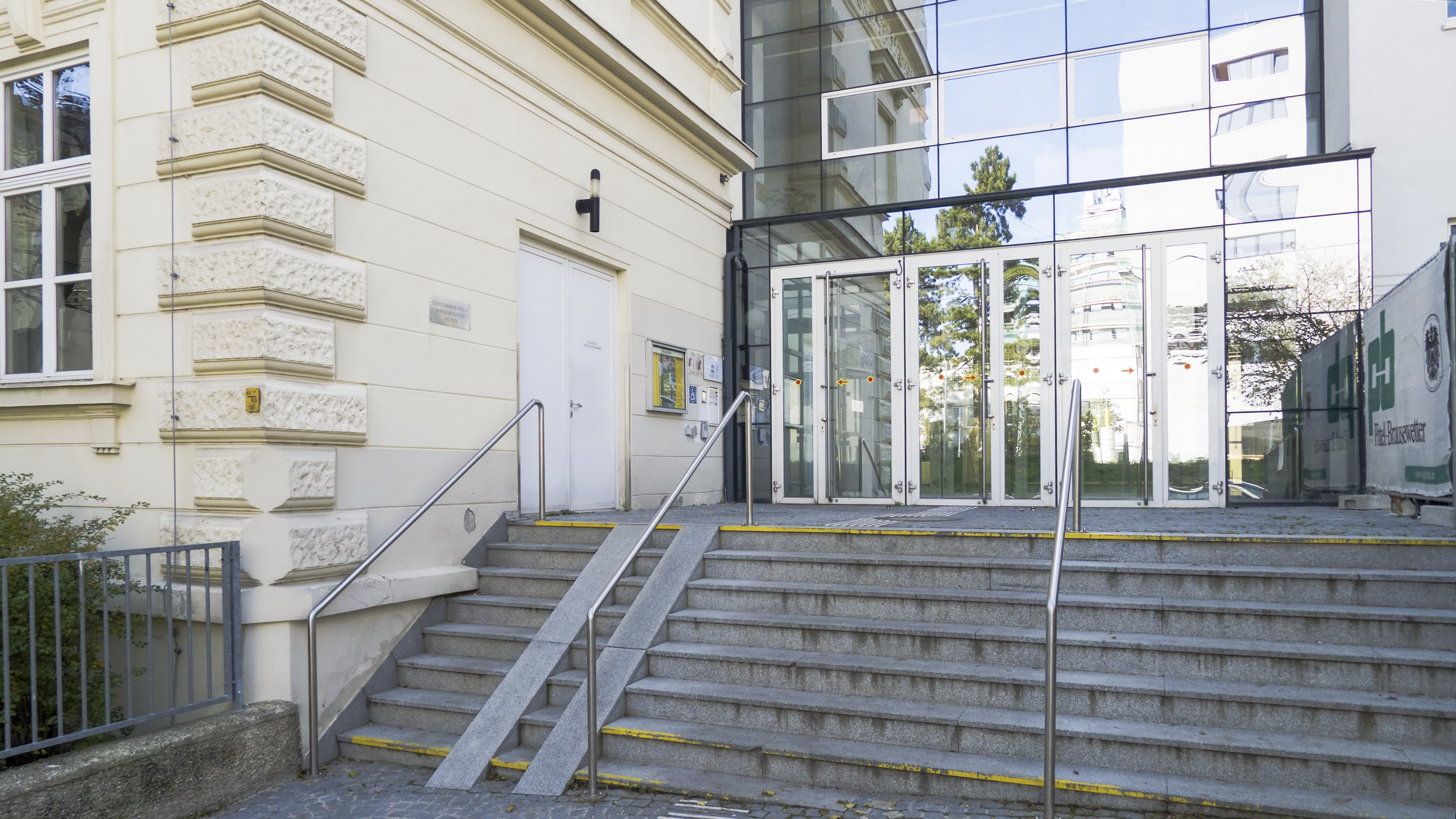
Eingang Lannerstraße

Das heutige Schulprofil wird von vier Säulen getragen. Diese umfassen die klassische Sprachenausbildung eines Gymnasiums (sechsjähriger Lateinunterricht und vierjähriger Altgriechisch- oder Spanischunterricht), vertiefte historisch-politisch-philosophische Bildung, vertiefte naturwissenschaftliche Grundkenntnisse und die Kultivierung des Denkens und Sprechens.
Eine Besonderheit des Döblinger Gymnasiums ist die – verglichen mit anderen Schulen dieses Typs – geringe Anzahl an Klassen und Schülern.
Im Schuljahr 2012/2013 gewann erstmals ein Schüler des G19 den Bundeswettbewerb der Österreichischen Chemieolympiade.

## Auszeichnungen
- 2014 Leon-Zelman-Preis

## Bekannte Schüler
- Peter Alexander (1926–2011), Sänger und Schauspieler; aus disziplinären Gründen der Schule verwiesen[5]
- Erhard Busek (1941–2022), österreichischer Vizekanzler
- Frederick Charles Engelmann (1921–2008), Emigrant, kanadischer Politikwissenschaftler
- Richard Frey (1920–2004), chinesischer Arzt und Politiker[6]
- Florentina Holzinger (* 1986), Choreografin und Performancekünstlerin
- Erich Hula (1900–1987), Politikwissenschaftler
- Heinz Kohut (1913–1981), Psychoanalytiker
- Frank Kreith (1922–2018), Maschinenbau- und Energieingenieur
- Herbert Krejci (1922–2016), Journalist und Generalsekretär der Industriellenvereinigung
- Richard Kuhn (1900–1967), Chemiker und Nobelpreisträger 1938
- Gerhart B. Ladner (1905–1993), Mediävist und Kunsthistoriker
- Karl Mark (1900–1991), Politiker (SPÖ) und Nationalratsabgeordneter
- Karl Menger (1902–1985), Mathematiker
- Wolfgang Pauli (1900–1958), Physiker und Nobelpreisträger 1945
- Madeleine Petrovic (* 1956), Politikerin und ehemalige Bundessprecherin der Grünen
- Wolfgang Schütz (* 1948), ehem. Rektor der Medizinischen Universität Wien
- Viktor Siegl (* 1952), Ministerialrat im Verkehrsministerium, Journalist und Autor
- Alexander Wrabetz (* 1960), Generaldirektor des ORF